# Deniz Gül
Deniz Daniel Gül, né le 2 juillet 2004 à Stockholm en Suède, est un footballeur international turc qui évolue au poste d'attaquant au FC Porto. Il possède également la nationalité suédoise, et a représenté son pays de naissance en catégories jeunes.

## Biographie

### Carrière en club
Né à Stockholm d’un père turc et d’une mère suédoise, Gül commence le football au Stuvsta IF, club local de la banlieue sud de la ville. Il joue ensuite successivement pour les équipes de jeunes du Segeltorps IF, de l’IF Brommapojkarna, de l’AIK et du FC Djursholm,.
En 2021, il intègre le centre de formation de l’Hammarby IF. En août 2022, déjà vu comme un joueur prometteur, il refuse un transfert vers club italien du Cagliari Calcio. La même année, il remporte le championnat de Suède des moins de 19 ans avec Hammarby, dont il termine meilleur buteur et est élu attaquant de l’année,.
Le 17 septembre 2022, il est convoqué pour la première fois avec l’équipe première d’Hammarby en Allsvenskan, mais reste sur le banc lors d’un match nul 1-1 contre le BK Häcken. En janvier 2023, il signe un contrat professionnel de trois ans avec le club. Durant la saison 2023, il joue principalement pour l’équipe réserve, qui évolue en Ettan (troisième division suédoise), où il marque 14 buts en 22 matchs. Le 22 octobre 2023, il découvre finalement l’Allsvenskan en entrant en jeu lors d’un nul 0-0 face au Djurgårdens IF,.
Le 24 août 2024, Gül s’engage avec le FC Porto jusqu’en 2029,. Il marque son premier but avec le club portugais dès son premier match, en Ligue Europa face au FK Bodø/Glimt.

### En sélection
Entre 2023 et 2024, il dispute 12 matchs avec les catégories junior de la sélection suédoise,.
Le 6 novembre 2024, il annonce officiellement son souhait de représenter la Turquie au niveau international senior. Lors de la trêve internationale suivante en mars 2025, il est appelé par Vincenzo Montella en équipe de Turquie pour le barrage de Ligue des Nations contre la Hongrie. Sa première sélection a lieu lors du match aller, le 20 mars 2025.

## Palmarès
Hammarby IF
- Vice-champion d'Allsvenskan en 2024[19].